# Stade Edmond Machtens
 (août 2025).
Le stade Edmond Machtens (en néerlandais : Edmond Machtensstadion) est un stade de football situé à Molenbeek-Saint-Jean, Bruxelles. Il a une capacité maximale de 12 266 places. C'était le stade du Racing White Daring Molenbeek, porteur du matricule « 47 » qui fut radié en 2002.

## Histoire
Vers 1913, ce stade devint celui du Daring Club de Bruxelles (Daring CB) en quête d'espace pour ses supporters de plus en plus nombreux. Le club porteur du « Matricule 2 » du football belge y joua jusqu'à sa disparition en 1973, lors de sa fusion avec le Racing White, matricule 47 pour former le RWDM (sous le matricule 47).
Longtemps appelé stade Charles Malis, du nom de la rue où il est situé, le stade s’est appelé « stade Oscar Bossaert » de 1939 à 1973, du nom d’un ancien joueur puis président du Daring CB. Il porte depuis le nom d’Edmond Machtens, ancien bourgmestre de la commune.
Une tribune a été renommée en 2005 du nom de Raymond Goethals, après son décès.  L’autre tribune est nommée « L’Écluse », du nom de la société du même nom gérée par Jean-Baptiste L’Écluse, et qui fut le sponsor historique du RWDM.
En 2003, le RWDM fait faillite.  Le FC Brussels lui succède comme titulaire du stade.
En 2014, le FC Brussels fait faillite.  Le RWD Molenbeek (5479) lui succède comme titulaire du stade. Le club évolue actuellement en D1B (Deuxième division Belge)